# Термінатор (біологія)
Термінатор або термінатор транскрипції — ділянка ДНК, нуклеотидна послідовність якої служить сигналом для термінації транскрипції. Термінація транскрипції відбувається в залежності від виду організму і виду РНК-полімерази одним з декількох можливих сигнальних каскадів, за допомогою факторів термінації транскрипції.
У прокаріотів відомі два класи термінаторів: внутрішні, де в межах синтезованої копії утворюється шпилька, яка руйнує потрійний комплекс мРНК-ДНК-РНК-полімерази, і ро-залежні, що вимагають ро-фактору, комплексу РНК-гелікази, щоб зруйнувати виникаючий потрійний комплекс мРНК-ДНК-РНК-полімерази.
У еукаріотів термінатори впізнаються білковими факторами, що розщеплюють РНК на сигналі поліаденілювання, який одночасно є сигналом для відрізання. Проте полімераза продовжує синтез РНК ще деякий час, після того як новосинтезована РНК була відрізана від комплексу. Зупинка і від'єднання полімеразного комплексу після синтезу РНК є дуже важливим етапом регуляції експресії генів, оскільки транскрипція сусідніх генів може змінити стан хроматину